# Dysphania longimacula
Dysphania longimacula är en fjärilsart som beskrevs av Semper 1902. Dysphania longimacula ingår i släktet Dysphania och familjen mätare. Inga underarter finns listade i Catalogue of Life.